# Sonnenschutz
Sonnenschutz bezeichnet den Schutz von Personen, Tieren, empfindlichen Gegenständen und Räumen vor übermäßiger Sonneneinstrahlung und deren unerwünschten Nebenwirkungen wie Sonnenbrand auf der menschlichen Haut und die Entstehung von Hautkrebs. In diesem Artikel wird der Schutz des menschlichen Körpers und insbesondere der menschlichen Haut behandelt.
Eine angemessene Sonnendosis ist für die Bildung von Vitamin D3 im Körper erforderlich. Sonnenlicht wirkt depressionslösend und unterstützt die Selbstheilung der Haut. In den Empfehlungen der Fachgesellschaften wird jedoch zum Schutz vor übermäßiger UV-Exposition durch Sonnenlicht ein textiler Lichtschutz durch lange Kleidung und eine Kopfbedeckung empfohlen. Sonnenschutzpräparate werden als ergänzende Maßnahme angeraten, die jedoch rechtzeitig aufgetragen werden müssen und bei Wasserkontakt wasserfest sein sollten. Die Deutsche Krebshilfe und internationale Gesundheitsexperten halten ausreichenden Sonnenschutz für zwingend, um Hautkrebs zu stoppen und zu vermeiden. Dies sei angesichts von derzeit jährlich 234.000 Hautkrebs-Neuerkrankungen in der Bundesrepublik Deutschland unabdingbar. Die Zahl der diagnostizierten Hautkrebsfälle in Deutschland hat sich damit in den letzten zehn Jahren (vor 2013) verdoppelt. Die Neuerkrankungen verteilen sich auf Basalzellkarzinom 137.000, Plattenepithelkarzinom 70.000 und schwarzen Hautkrebs mit rund 28.000 Menschen.
Der international normierte UV-Index (UVI) ist ein Maß für die sonnenbrandwirksame solare Bestrahlungsstärke. Er dient der Beurteilung der gesundheitlichen Gefährdung und ist mit Schutzempfehlungen verbunden.

## Haut
Den ursprünglichen Sonnenschutz der Haut von Säugetieren bietet das Fell, insbesondere eine helle Fellfarbe; das menschliche Kopfhaar bildet den evolutionsgeschichtlichen Sonnenschutz für den am meisten der Sonne ausgesetzten Schädel. Die Kleidung bildet neben anderen Funktionen den zivilisatorischen Sonnenschutz des übrigen menschlichen Körpers.
Die ausgesprochenen Maßnahmen des Sonnenschutzes haben zum Ziel, die Haut vor Sonnenbrand zu schützen. Dies geschieht zum einen durch den Aufenthalt im Schatten. Historisch ist die Verwendung leichter Sonnendächer, Sonnenschutzsegel und Sonnenschirme. Für den technischen Bereich entwickelte man entsprechende Maßnahmen der Abschattung.
Ein Schutz der Haut vor riskanter unmittelbarer Sonneneinstrahlung, die Sonnenbrand, vorzeitige Hautalterung und Hautkrebs fördern kann, ist mit Sonnenschutzmitteln möglich. Das gegenwärtig häufige Auftreten von Hautkrebs erklärt sich durch Sonnenbaden sowie durch die Abnahme der schützenden Ozonschicht. Bei Kindern kann schmerzhafter Sonnenbrand das Hautkrebsrisiko um den Faktor zwei bis drei erhöhen. Besonders Kleinkindern bis zu einem Jahr schadet direkte Sonnenstrahlung, da die Eigenschutzmechanismen der Haut nicht voll entwickelt sind.

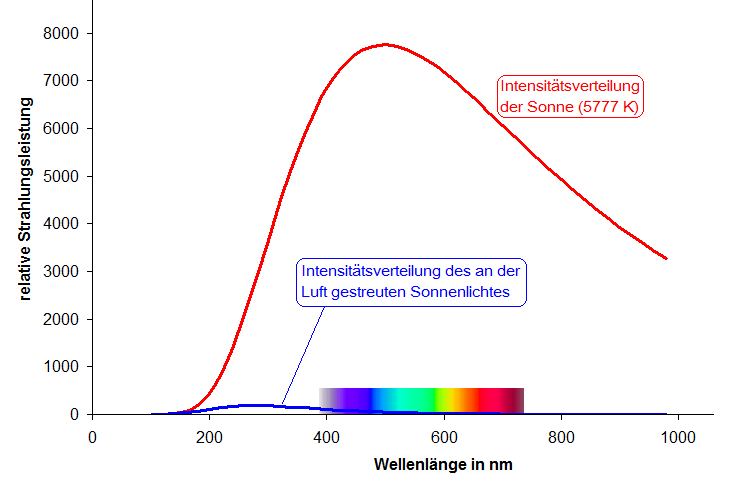
Leistungsverteilung von direktem und gestreutem Sonnenlicht

Sonnenlicht wird unterschieden in sichtbares Licht, infrarotes Licht und ultraviolettes Licht. Das ultraviolette Licht – in UV-A und UV-B unterschieden – ist für die Bräunung maßgeblich. Die energiereichen kurzwelligen UVB-Strahlen können Sonnenbrand verursachen und gelten als hauptsächlicher Verursacher von Hautkrebs. Die langwelligeren UVA-Strahlen verursachen eine rasche Bräunung von geringer Dauer. Sie dringen in die Haut, greifen ihr elastisches Bindegewebe an und führen vorzeitige Hautalterung herbei. Ein wirksamer Sonnenschutz schützt gegen beide UV-Sorten.
Ein Schutz gegen den sichtbaren Anteil des Sonnenlichts, vor allem gegen den energiereichen blau-violetten Bereich um 400 nm ist bei bestimmten genetischen Erkrankungen wie den Porphyrien notwendig.
Der Lichtschutzfaktor richtet sich nach Hauttyp, Aufenthaltsort und -dauer in der Sonne. Der Lichtschutzfaktor gibt den Zeitraum an, wie viel länger der Aufenthalt in der Sonne mit Sonnenschutz möglich ist, als mit ungeschützter Haut. Dieser wird für UVB-Strahlen, nicht UVA gemessen.

## Sonnenschutz bei Kindern
Die Haut von Kindern und Jugendlichen reagiert ganz besonders empfindlich auf UV-Strahlen. Nach Epidemiologischen Studien weisen Jugendliche, die in ihrer Kindheit häufig der Sonne ausgesetzt waren und Sonnenbrände erlitten, ein deutlich erhöhtes Risiko auf, später an Hautkrebs, insbesondere am malignen Melanom, zu erkranken. Die Deutsche Krebshilfe und die Deutsche Krebsgesellschaft halten kostenloses Informationsmaterial zum Sonnenschutz bereit. Dazu gehören UV-Schutztipps für Babys und Kinder, wie der vorwiegende Aufenthalt im Schatten, den Körper großflächig bedeckende Kleidung und die Verwendung von Sonnencremes mit mineralischen Filtern.

## Kleidung
Neben dem Sonnenschutz durch natürlichen Schatten gibt es weitere Schutzmöglichkeiten.

### Textiles Material
Auch durch Kleidung ist ein effektiver Sonnenschutz möglich, wobei leichte transparente Stoffe oft noch erhebliche Anteile an UV-Strahlung durchlassen. Gerade in Australien wurden Stoffe für Kleidung und Bademoden entwickelt, die bei gutem Tragekomfort im Sommer hohe Lichtschutzwerte bieten. Der UV-Standard 801, der von der Internationalen Gemeinschaft für angewandten UV-Schutz entwickelt wurde, zeichnet Bekleidungs- und Beschattungstextilien mit einem Schutzfaktor aus der analog der Sonnenschutzcreme aussagt, um welchen Faktor sich die Eigenschutzzeit der Haut verlängert. Dabei werden die typischen Gebrauchsbedingungen wie trocken, nass, unter Spannung, gewaschen und andere berücksichtigt.

### Kopfbedeckung
Kopfbedeckungen wie Schirmmützen und breitkrempige Hüte dienen zum einen zum Schutz des Auges vor der von oben einstrahlenden Helligkeit und zum anderen dem Schutz der Kopfoberfläche vor Aufheizung durch direkte Sonneneinstrahlung.

### Sonnenbrillen
Insbesondere die Augen sollten unbedingt vor Blendung durch Sonnenlicht und Schädigung durch UV-Strahlung geschützt werden; dazu verwendet man vor allem Sonnenbrillen mit getönten Gläsern. Wichtig ist dabei, dass die Gläser auch einen UV-Filter haben, da ansonsten die Augen durch das einfallende UV-Licht geschädigt werden. Bei extremen UV-Belastungen wie z. B. im Hochgebirge sind Sonnenbrillen mit hoher UV-Filterung und sehr dunklen Gläsern erforderlich. Durch Gletscherbrillen kann eine Schneeblindheit mit dem Risiko einer bleibenden Augenschädigung vermieden werden.
Inuits verwendeten in der Vergangenheit anstelle von modernen Sonnenbrillen flache Knochen mit einem schmalen hineingeschnittenen Sehschlitz zur Reduzierung der Lichtmenge als Schutz vor Schneeblindheit.

## Baulicher und technischer Sonnenschutz

### Lichtfilterung
Eine Maßnahme zum Sonnenschutz an Gebäuden ist die Verwendung von Fenstern mit Sonnenschutzglas. Ebenso ist die Verglasung moderner Kraftfahrzeuge auf UV-Strahlungsschutz durch die Aufbringung von Sonnenschutzfolien auf das Autoglas angelegt. Damit wird die Aufheizung des Fahrzeuginnenraums sowie auch das Ausbleichen von Gegenständen im Innenraum vermindert.
Ein Lichtschutz wird häufig auch bei pharmazeutischen Produkten benötigt. Um einen Schutz vor UV-Strahlung und sichtbarem Licht mit hoher Energie (Blau) zu ermöglichen, ist die Verwendung von lichtabhaltenden Braunglas bei der Verpackung von pharmazeutischen Erzeugnissen üblich.

### Abschirmung
Eine der einfachsten Maßnahmen gegen Überbelastung der Haut mit Sonnenstrahlung ist die Abschirmung. Tragbare Baldachine und Sonnenschirme sowie breitkrempige Hüte sind hier eine wirksame Maßnahme. Allerdings findet bei Abschirmungsmaßnahmen häufig keine komplette Abschirmung statt. Gerade bei Textilien wird ein Teil der Strahlung auch durchgelassen.
Im Bauwesen kommt Sonnenschutz traditionell eher in heißen Regionen eine Bedeutung zu, heute allerdings auch in gemäßigten Breiten, wenn es sich um Gebäude mit großen Glasflächen handelt, um Blendung und Überhitzung der Räume zu vermeiden. Des Weiteren ist Sonnenschutz beim Planen von Außenanlagen und Freiflächen sowie im Garten und Landschaftsbau von Bedeutung.

#### Abschirmung im Außenraum
Im Außenraum bieten schattenspendende Elemente Sonnenschutz. Das können zum einen schattenspendende Bäume sein, wobei Laubbäume den Vorteil haben, dass die Blätter im Sommer vor Sonneneinstrahlung schützen, während sie in der kalten Jahreszeit abfallen und dadurch eine direkte Sonneneinstrahlung ermöglichen. Aber auch künstliche Sonnensegel, Baldachine, Sonnenschirme, Flugdächer, bedeckte Kolonnaden, Gebäudevorsprünge, Vordächer und Lauben, sowie berankte Pergolen und schattenspendende Wände können zur Anwendung kommen.
Auch Lamellen-Dächer bzw. begehbare Gitterroste als Brise Soleil (feststehende Sonnenblocker, die von Le Corbusier erfunden wurden) werden genutzt.

#### Abschirmung in Innenräumen
In der Architektur unterteilen sich geeignete Maßnahmen für den Sonnenschutz in Innenräumen in innen- und außenliegende Produkte. Außenliegende Produkte, wie z. B. Rollläden, Fensterläden, Markisen oder Raffstores (Außenjalousien), haben den Vorteil eines besseren Wärmeschutzes, da sie die Wärmestrahlung erst gar nicht durch das Fenster lassen, wobei innenliegende Gegenstände, wie z. B. Jalousien, Faltstore, Rollos oder Flächenvorhänge einen deutlich geringeren Wärmeschutz und einen starken Einfluss auf die Raumgestaltung haben.

### Materialauswahl
Zahlreiche Erzeugnisse der Industrie, insbesondere Farben und Textilien sind dem Verbleichen ausgesetzt, so dass ein Einsatz von Produkten oder Materialien auch durch den Grad der Lichtechtheit bestimmt wird.
Um ein Verbleichen von Erzeugnissen zu verhindern, können Gläser wie z. B. Braunglas als Verpackung eingesetzt werden, um zusätzliches Licht zu absorbieren. Beispiele für den Einsatz von Braunglas zur Lichtabsorption sind Glasdübel, Bierflaschen oder Pharmabraunglas.

### Berufsbild
Der Sonnenschutztechniker in Österreich bzw. Rollladen- und Sonnenschutzmechatroniker in Deutschland sind spezifische Ausbildungsberufe.

## Sonnenschutz bei der Arbeit
Bei beruflichen Tätigkeiten im Freien kann es zu einer relevanten solaren Exposition kommen. Die Dosis an Sonnenstrahlung hängt unter anderen von der Aufenthaltsdauer, den Witterungsverhältnissen, der geografischen Breite, der Höhenlage, der Jahres- und Tageszeit ab. Mit steigender Stärke und Dauer der UV-Strahlung steigt die Gesundheitsgefahr für Haut und Augen.
Schäden durch UV-Strahlung zeigen sich meist erst Jahre oder Jahrzehnte nach der Sonnenexposition. Selbst wenn kein sichtbarer Sonnenbrand auftritt, kann die Strahlung zur Hautalterung beitragen und vor allem das Risiko für Hautkrebs erhöhen. Eine starke Wärmeeinwirkung an sonnigen Arbeitsplätzen belastet zudem das Herz-Kreislauf-System und den Wasser- und Elektrolythaushalt.
Geeignete Schutzmaßnahmen verhindern gesundheitliche Schäden durch Sonnenstrahlung. Bei der Festlegung dieser Maßnahmen ist deren Hierarchie – nach dem TOP-Modell – zu beachten: Gefahren sind an der Quelle zu bekämpfen, technische und organisatorische Maßnahmen (Verhältnisprävention) sind gegenüber verhaltensbezogenen Maßnahmen (Verhaltensprävention) zu bevorzugen.
Technische Maßnahmen zum direkten Schutz vor solarer Strahlung oder Reflexionen sind z. B. Abschattungen in Form von Fahrzeugdächern/-kabinen, Sonnensegeln und Überdachungen. Als organisatorische Maßnahme sollte, soweit möglich, die Arbeit im Freien in die Zeiten weniger intensiver Sonnenstrahlung verschoben werden (Vermeidung der Mittagszeit).
Als persönliche Sonnenschutzmaßnahmen dienen z. B. textiler Lichtschutz durch körperbedeckende Arbeitsbekleidung sowie Kopfbedeckungen und Nackenschutz. Ist so kein ausreichender Schutz zu erreichen, können persönliche Schutzmaßnahmen wie Sonnenschutzmittel oder eine geeignete Sonnenschutzbrille zum Schutz vor Blendung und solarer Strahlung eingesetzt werden.
Maßnahmen zum Schutz vor UV-Strahlung oder sonnenbedingter Wärmeeinwirkung sind in der Gefährdungsbeurteilung festzuhalten. Für den Schutz gegenüber natürlicher UV-Strahlung existieren bisher keine speziellen gesetzlichen Regelungen und Grenzwerte.
Die konkrete solare Belastung verschiedener Berufsgruppen lässt sich nur mit tätigkeitsbezogenen Expositionsdaten abschätzen. Eine Messkampagne des IFA generiert seit 2014 mithilfe eines speziellen Messsystems Daten zur UV-Exposition von Beschäftigten im Freien. Das System ist so programmiert, dass es automatisch Messwerte während der relevanten Stunden am Tag aufnimmt. Alle Versuchspersonen können fast autonom die Bestrahlung mithilfe eines elektronischen Dosimeters messen, das am linken Oberarm getragen wird. Stärkere Belastungen können beispielsweise bei Beschäftigten im Straßen- und Kanalbau, im Maurer- und Dachdeckerhandwerk, im Stahlbau, in Bäderbetrieben, der Landwirtschaft, Gärtnereien oder der Seeschifffahrt auftreten.
Internationale Kooperationen haben das Ziel, durch einheitliche Messungen möglichst genaue Informationen über die UV-Bestrahlung zu erhalten. So finden auch Messungen in anderen Ländern statt, darunter beispielsweise Kolumbien, Südafrika, Australien, Mazedonien und Kroatien.